# Крістіане Краузе
Крістіане Краузе (нім. Christiane Krause; нар. 13 жовтня 1950) — німецька легкоатлетка, яка спеціалізувалася в бігу на короткі дистанції.

## Досягнення
Олімпійська чемпіонка в естафеті 4×100 метрів (1972).
На Олімпіаді-1972 виступала також у бігу на 200 метрів, проте припинила змагання на півфінальній стадії.
Чемпіонка Європи в приміщенні в естафеті 4×170 метрів (1973).
Ексрекордсменка світу в естафетах 4×100 метрів та 4×440 ярдів.

## Основні міжнародні виступи
| Рік  | Змагання                      | Місто     | Місце            | Дисципліна | Примітки |
| ---- | ----------------------------- | --------- | ---------------- | ---------- | -------- |
| 1972 | Олімпійські ігри              | Мюнхен    | 1пф5             | 200 м      |          |
| 1972 | 1                             | 4×100 м   | Відео на YouTube |            |          |
| 1973 | Чемпіонат Європи в приміщенні | Роттердам | 5                | 60 м       |          |
| 1973 | 1                             | 4×170 м   |                  |            |          |
| 1974 | Чемпіонат Європи в приміщенні | Гетеборг  | 1пф5             | 60 м       |          |
| 1974 | Чемпіонат Європи              | Рим       | 7                | 200 м      |          |